# Отто IV (маркграф Бранденбургу)
Отто IV зі Стрілою (*Otto IV mit dem Pfeil, бл. 1238 — 27 листопада 1308/1309) — маркграф Бранденбург-Штендаля у 1266—1308/1309 роках, маркграф Ландсбергу та пфальцграф Саксонії у 1292—1308/1309 роках, маркграф Лужицький у 1303—1308/109 роках.

## Життєпис
Походив з роду Асканіїв. Син Йогана I, маркграфа Бранденбургу, та Софії (доньки Вальдемара II, короля Данії). Народився близько 1238 року. У 1262 році одружився з Гейльвігою, донькою Іогана, графа Гольштейн-Кільського.
У 1266 році після смерті батька разом з братами Конрадом I, Генріхом I і Йоганом II стає Бранденбург-Штендальським маркграфом. Втім до 1267 року загальне керівництво Бранденбургом здійснював стрийко — Отто III. Своєю резиденцією обрав замок Гримніц. Доволі швидко Отто став лідером серед братів-співволодарів.
У 1269 році спільно з братами уклав договір з Мстівоєм II, князем Східної Померанії, в Арнсвальді. Згідно з угодою, брати отримували області навколо міст Білоґард та Свеце в обмін на фінансову допомогу князю. Втім останній залишався верховним сюзереном цих міст. Завдяки цьому Бранденбург-Штендаль отримав доступ до торгівлі в Балтійському морі.
У 1277 році спільно з Йоганом II намагався поставити на чолі Магдебурзької єпархії свого брата Еріха, проте не досяг успіху. Новим архієпископом став Гюнтер І Шваленберг, з яким у Отто IV відразу розпочався конфлікт щодо прав цивільного та світського володарів у межах єпархії. Зрештою того ж року розпочалася війна. В першій великій битві — при Фосе — Отто IV зазнав поразки й потрапив у полон. Для свого звільнення вимушений був сплатити 4 тис. фунтів срібла. після цього на деякий час замирився, оскільки у 1278 році помер архієпископ Гюнтер I.
1278 року Отто IV намагався повернути землі, захоплені Мстівоєм II та Болеславом, князем Великої Польщі, у його брата Конрада I у 1272 році, а саме Гданськ та Дрезденко, втім не досяг певного результату. Того ж року брав участь у поході свого родича Оттокара II, короля Богемії, проти Рудольфа I Габсбурга, імператора Священної Римської імперії, був учасником битви під Сухими Крутами, де союзники зазнали поразки від австрійців, а Оттакар II загинув. В цей час проти Бранденбург-Штендаля виступив Болеслав, князь Великої Польщі, який відвоював Санток і Дрезденко.
У 1279 році розпочався конфлікт з новим архієпископом Бернхардом III фон Вьолпе. У 1280 році у битві при Страсфурті Отто IV було поранено стрілою, яка застрягла у голові. Звідси походить його прізвисько — Отто зі Стрілою. Замирення з Магдебургом відбулося лише після обрання архієпископом брата Отто IV — Еріха, що сталося у 1283 році. Невдовзі він отримав схвалення папи римського Мартіна IV.
Разом з тим Бранденбург-Штендаль стикнувся з потужною коаліцією з ганзейських міст на чолі із Любеком, герцогством Померанія, князівством Рюген, герцогством Саксонія. У нетривалій війні Отто IV зазнав поразки й за договором в Фіррадені вимушений був повернути Померанії землі, що раніші були захоплені його попередниками.
У 1290 році вступив у конфлікт зі стриєчним братом Отто V, маркграфом Бранденбург-Зальцведеля. 1292 року під час виборів нового короля Німеччини підтримав кандидатуру Альбрехта Габсбурга. Того ж року придбав у Саксонії маркграфства Ландсберг та пфальцграфство Саксонське.
У 1294 році суперечка Отто IV і Отто V перетворилася на війну, яку було припинено у 1295 році за посередництва німецького короля Адольфа I. Того ж року Отто IV уклав союз з Отто II Вельфом, герцогом Брауншвейг-Люнебургу. 1296 року виступив проти Пшемисла II, короля Польщі за Східну Померанію, проте зазнав поразки. В результаті Бранденбург-Штендаль остаточно втратив вихід до Балтійського моря. Після цього рушив проти лицаря Германа Рібе, що вчиняв розбійні напади на торговців. Отто IV захопив та знищив замок Рібе — Гітцакер.
1298 року підтримав виступ проти Адольфа I, короля Німеччини, втім відмовився брати участь у військовій кампанії проти нього. У 1302-1304 роках Отто IV спільно з родичем Германом, маркграфом Бранденбург-Зальцведеля, викупив у Дітриха IV маркграфство Лужицьке. В цей же час вступив у конфлікт з єпископами Бранденбурга-на-Гафелі та Гафельсберга, в результаті чого на маркграфа було накладено анафему. У 1305 році померла його дружина.
1308 року одружився з Юттою, донькою маркграфа Лужиці. Незабаром разом з Германом, маркграфом Бранденбург-Зальцведеля, втрутився у справи Померанії, чим спричинив так званну північнонімецьку маркграфську війну. Проти Бранденбургу виступили герцогство Мекленбург та королівство Данія.  Вже у листопаді того року або на початку 1309 року Отто IV, можливо під час захоплення Гданська. Поховано у монастирі Корін.

## Творчість
Свого часу уславився в Німеччині як талановитий мінезингер. З його доробку збереглося 7 поем-пісень, створених на верхньонімецькому діалекті.

## Родина
1. Дружина — Гейльвіга, донька Іогана I, графа Гольштейн-Кіль
Діти: не було
2. Дружина — Ютта, донька Бертольда VIII фон Геннеберга
Діти: не було